# Джанасаев, Булат Бахитжанович
Булат Бахитжанович Джанасаев (29 апреля 1952, Темир, Актюбинская область, Казахская ССР) — представитель высшего командования Вооружённых сил Республики Казахстан, генерал-лейтенант, заместитель министра обороны Республики Казахстан (с 2006)

## Биография
Родился 29 апреля 1952 года в городе Темир Актюбинской области.
В 1975 году окончил Алма-Атинское высшее общевойсковое командное училище имени И. В. Конева. Офицерскую службу проходил на должностях командира мотострелкового взвода, командира мотострелковой роты, начальника штаба мотострелкового батальона Группы советских войск в Германии, командира мотострелкового батальона Сибирского военного округа.
В 1987 году окончил Военную академию имени М. В. Фрунзе. По окончании академии проходил службу на должности начальника штаба мотострелкового полка Киевского военного округа.
С сентября 1989 года — заместитель командира оперативной бригады Управления внутренних войск по Средней Азии и Казахстану Министерства внутренних дел СССР.
В марте 1990 года назначен командиром учебного полка Управления внутренних войск по Средней Азии и Казахстану МВД СССР.
В сентябре 1991 года избран депутатом Верховного Совета Республики Казахстан.
С апреля 1992 года — командир оперативной бригады Внутренних войск Республики Казахстан.
В июле 1992 года избран председателем Комитета Верховного Совета Республики Казахстан по национальной безопасности и обороне.
В марте 1994 года вновь избран депутатом Верховного Совета Республики Казахстан и заместителем Председателя Комитета по национальной безопасности и обороне.
С сентября 1994 года — Командующий Внутренними войсками Республики Казахстан.
В декабре 1995 года в связи с реорганизацией назначен первым заместителем Командующего Внутренними войсками Министерства внутренних дел Республики Казахстан.
С марта 2001 года — Командующий Республиканской гвардией Республики Казахстан.
В январе 2002 года назначен Командующим Внутренними войсками МВД — Председателем Комитета Внутренних войск Республики Казахстан.
В 2002 году окончил Алматинский государственный университет им. Абая по специальности правоведение.
С сентября 2003 года — командующий войсками регионального командования «Восток».
В декабре 2004 года назначен на должность вице-министра по чрезвычайным ситуациям Республики Казахстан.
В апреле 2006 года Распоряжением Президента Республики Казахстан назначен заместителем Министра обороны Республики Казахстан.
В 2008 году с отличием окончил Военную академию Генерального штаба Вооруженных Сил Российской Федерации.
17 июля 2009 года назначен начальником Национального университета обороны, освобожден от должности заместителя Министра обороны Республики Казахстан.
24 мая 2010 года распоряжением Главы государства освобожден от должности начальника Национального университета обороны.

## Награды
- Медаль «За боевые заслуги» (1984) За достигнутые успехи в боевой и политической подготовке
- Орден «Данк» II степени (2003) За образцовое исполнение воинского и служебного долга
- Заслуженный работник МВД РК.